# 1995 en cyclisme
| Années du cyclisme : 1992 - 1993 - 1994 - 1995 - 1996 - 1997 - 1998    |
| Décennies du cyclisme : 1960 - 1970 - 1980 - 1990 - 2000 - 2010 - 2020 |

Les faits marquants de l'année 1995 en cyclisme.

## Par mois

### Avril
- 2 avril : Johan Museeuw obtient la deuxième de ses trois victoires sur le Tour des Flandres.
- 9 avril : l'Italien Franco Ballerini remporte Paris-Roubaix. Il s'impose avec près de deux minutes d'avance sur Andreï Tchmil et Johan Museeuw.

### Juillet
- 1er juillet : départ du 82e Tour de France à Saint-Brieuc. Le Français Jacky Durand est le vainqueur surprise du prologue, ayant bénéficié de conditions météorologiques favorables.
- 18 juillet : Richard Virenque gagne la quinzième étape du Tour de France à Cauterets. Cette étape est marquée par la mort du coureur italien Fabio Casartelli, tombé dans la descente du col de Portet-d'Aspet.
- 19 juillet : la seizième étape du Tour de France est neutralisée en hommage à Fabio Casartelli.
- 23 juillet : arrivée du Tour de France à Paris. Miguel Indurain remporte son cinquième et dernier Tour. Il devance au classement général Alex Zülle et Bjarne Riis. Laurent Jalabert gagne le maillot vert, Richard Virenque le maillot à pois. Djamolidine Abdoujaparov remporte la dernière étape sur les Champs-Élysées.

### Octobre
- 4 octobre : Miguel Indurain devient champion du monde du contre-la-montre à Tunja en Colombie. Il devance Abraham Olano et Uwe Peschel.
- 8 octobre : Abraham Olano est champion du monde sur route, devant Miguel Indurain et Marco Pantani.

## Principales naissances
- 19 janvier : Mathieu van der Poel, cycliste néerlandais.
- 3 novembre : Kelly Catlin, cycliste américaine.

## Principaux décès
- 21 janvier : Philippe Casado, cycliste italien. (° 1er février 1964).
- 11 mars : Alfred Goullet, cycliste australien (° 5 avril 1891).
- 20 juin : Gianni Ghidini, cycliste italien. (° 21 mai 1930).
- 18 juillet : Fabio Casartelli, cycliste italien. (° 16 août 1970).
- 1er septembre : Julián Berrendero, cycliste espagnol (° 8 avril 1912).